# 松柏烯A
松柏烯A（也称为煙草烯A、西松烯A、西柏烯A、新乔布林）是一种從锦花软珊瑚属（学名：Litophyton）的珊瑚中分离出来的天然单环二萜，在常溫常壓下呈无色油液狀，並带有淡淡的蜡样气味。
松柏烯A是白蚁的信息素，也是在动植物中发现的各种其他天然产物的结构骨架。
松柏烯A在生物体內是通过香叶基香叶基焦磷酸的大环化反應合成得來。